# Флот Вестготского королевства
Флот Вестготского королевства — флот Вестготского королевства.
Как отметил в своей «Истории готов» Исидор Севильский, готы, постоянно упражняющиеся во владении оружием, не испытывали желания только к ведению морских сражений, что изменилось лишь при короле Сисебуте. Из сохранившегося стихотворения самого Сисебута известно, что во время похода на басков и кантабров в 613 году он сам плыл по морю.
Следующее упоминание о флоте вестоготов в исторических источниках связано с описанием подавления мятежей, вспыхнувших после воцарения Вамбы. По свидетельству Юлиана Толедского в «Истории короля Вамбы», в 673 году король во время своего продвижения к Нарбонне приказал «[специально собранному] отряду вести войну на море». С. Штайнбах высказал предположение, что эти корабли могли не только осуществлять необходимые морские манёвры, но и перевозить нужные для сухопутной армии припасы.
По замечанию Э. Томпсона, обратившего внимание на эти два упоминания, однако, организация военно-морских сил Вестготского государства, их размер и судьба из исторических источников неизвестны. Д. Клауде же, отметив только эпизод с созданием атлантической эскадры Сисебутом, посчитал, что «несмотря на обширную прибрежную линию, у вестготского государства не было флота, достойного упоминания». По убеждению С. Штайнбаха, отсутствие упоминаний до правления Сисебута о морских операциях вестготов не должно приводить к поспешным выводам. Возможно, что захватив византийские оружейные мастерские и верфи, они получили в своё распоряжение разбирающихся в своём ремесле специалистов как то случилось в Суасоне при франкском короле Хлодвиге I. А. Пиренн обратил внимание, что в 675 году арабы, попытавшиеся напасть на Испанию с моря, были отброшены при помощи вестготского флота.